# Een Laatste Groet
Een Laatste Groet was een Vlaams komisch televisieprogramma dat op maandag werd uitgezonden op de Vlaamse zender Canvas. Het programma werd gepresenteerd door Bart Peeters. Het programma gold ook als de opvolger van Mag ik u kussen.

## Spel
Bart Peeters nodigde elke maandag de drie beste vrienden van een zogezegd overleden BV. Aan de hand van een videotestament vullen de vrienden en Peeters de begrafenis in met humoristische uitspraken en liederen. Er zijn verschillende rondes:
- Mijn doodsprentje
- Een leven vol wijsheid
- Lichaam van Quiztus
- Er is één iemand
- Wat had kunnen zijn
- De laatste groet

## Afleveringen

### Seizoen 1
| Aflevering | Uitzenddatum     | Begrafenis van       |
| ---------- | ---------------- | -------------------- |
| 1          | 30 januari 2012  | Walter Grootaers     |
| 2          | 6 februari 2012  | Stijn Meuris         |
| 3          | 13 februari 2012 | Tom Waes             |
| 4          | 20 februari 2012 | Evy Gruyaert         |
| 5          | 27 februari 2012 | Erik Van Looy        |
| 6          | 5 maart 2012     | Sergio               |
| 7          | 12 maart 2012    | Rik Torfs            |
| 8          | 19 maart 2012    | Ivan De Vadder       |
| 9          | 26 maart 2012    | Jeroen Meus          |
| 10         | 2 april 2012     | Paul Jambers         |
| 11         | 9 april 2012     | Herman Brusselmans   |
| 12         | 16 april 2012    | Rani De Coninck      |
| 13         | 23 april 2012    | Sien Eggers          |
| 14         | 30 april 2012    | Compilatieaflevering |

### Seizoen 2
Dit jaar worden onder andere Astrid Bryan, Clouseau, Bart De Pauw en Paul De Leeuw begraven.
| Aflevering | Uitzenddatum      | Begrafenis van       |
| ---------- | ----------------- | -------------------- |
| 1          | 4 september 2013  | Cath Luyten          |
| 2          | 11 september 2013 | Astrid Bryan         |
| 3          | 18 september 2013 | Gert Verhulst        |
| 4          | 2 oktober 2013    | Christophe Deborsu   |
| 5          | 9 oktober 2013    | Bart De Pauw         |
| 6          | 16 oktober 2013   | Bartel Van Riet      |
| 7          | 23 oktober 2013   | Paul de Leeuw        |
| 8          | 30 oktober 2013   | Tatyana Beloy        |
| 9          | 6 november 2013   | Natalia Druyts       |
| 10         | 13 november 2013  | Hanne Decoutere      |
| 11         | 20 november 2013  | Clouseau             |
| 12         | 27 november 2013  | Sam Gooris           |
| 13         | 4 december 2013   | Pascal Smet          |
| 14         | 11 december 2013  | Compilatieaflevering |

## Kijkcijfers
De kijkcijfers van Een Laatste Groet waren degelijk tot goed voor Canvas: ze schommelden tussen 250.000 en 350.000. Het programma won kijkers naarmate het seizoen vorderde.